# إليزابيث ليرد (مؤلفة)
إليزابيث ليرد (بالإنجليزية: Elizabeth Laird)‏ (21 أكتوبر 1943، ويلينغتون في نيوزيلندا)؛ كاتِبة مُتخصِّصة في أدب الأطفال وروائية بريطانية-نيوزيلندية.